# 武雄市立山内東小学校
武雄市立山内東小学校（たけおしりつ やまうちひがししょうがっこう）は、佐賀県武雄市山内町大字鳥海にある市立の小学校。

## 概要
歴史
1875年（明治8年）創立。数回の改組・改称を経て、現校名になったのは2006年（平成18年）。2025年（令和7年）に創立150周年を迎える。
校章
桜の花弁の絵を背景にして、中央に校名の「山内東」の文字（縦書き）を配している。
校歌
1941年（昭和16年）制定（1953年（昭和28年）一部歌詞を改訂）。作詞は射手矢貞三、作曲は松島率による。歌詞は2番まであり、歌詞中に校名は登場しない。
校区
武雄市山内町のうち「犬走区、踊瀬区、永尾区、鳥海区、三間坂区、船の原区(船の原下、柿古場、中通辰石、稗田古門、山仁田西迎、唐原)、上戸の区域」。中学校区は武雄市立山内中学校。
分校
- 犬走分校(いぬばしり）
  - 校区 - 山内町犬走区の区域の1・2年生
  - 所在地 - 〒849-2301佐賀県武雄市山内町大字犬走3790番地1

（北緯33度10分24.6秒 東経129度58分10.3秒 / 北緯33.173500度 東経129.969528度）
- 舟原分校（ふねのはら）
  - 校区 - 山内町船の原区(船の原下、柿古場、中通辰石、稗田古門、山仁田西迎、唐原)、上戸の区域の1・2年生
  - 所在地 - 〒849-2302佐賀県武雄市山内町大字鳥海17522番地1

（北緯33度10分59.3秒 東経129度57分10.9秒 / 北緯33.183139度 東経129.953028度）

## 沿革
前史
- 1844年（弘化元年）- 馬場宝太夫が鳥海村で開塾。
- 1858年（安政5年）- 岩永貞左エ門の弟、牟田右エ門佐忠行が岩ノ口に尺蠖塾を開く。
- 明治になってから、山口昻が鶴ノ原で、江口俊二が鳥海で、東光寺住職慈観が三鳥塾を開く。
- 1872年（明治5年）- 犬走の蓮和に犬走塾が開かれる。
  - 佐賀県立開成学校を卒業した平吉信道が犬走塾、その弟の牟田忠行が三鳥塾の塾長を務める。

本史
- 1875年（明治8年）- 立野川内の悉地院に「船立小学校[3]」、東光寺に「三鳥小学校」、犬走に「犬走小学校」が創立。
- 1876年（明治9年）
  - 船立小学校より、船ノ原が分離し[4]、三鳥小学校に移管された上で「三鳥小学校 船ノ原分校」となる。
  - 鳥海・永尾地区の児童を対象に「鳥海小学校」が創立。
- 1877年（明治10年）- 鳥海小学校校舎が火災で焼失したため、再建。
- 1882年（明治15年）- 三間坂村樋口に三鳥小学校の新校舎が完成。
- 1886年（明治19年）- 犬走小学校の校舎を新築。
- 1887年（明治20年）- 小学校令の施行により、尋常科（4年制）を設置の上、「尋常三鳥小学校」・「尋常犬走小学校」・「尋常鳥海小学校」に改称。
- 1889年（明治22年）4月 - 町村制の施行により、犬走村・鳥海村・三間坂村の3村が合併し、中通村が発足。
- 1892年（明治25年）4月 - 「三鳥尋常小学校」・「犬走尋常小学校」・「鳥海尋常小学校」に改称。
- 1894年（明治27年）- 三鳥と鳥海の尋常小学校2校を統合の上、「中通尋常小学校」とする。船ノ原分校が移管される。
- 1903年（明治36年）- 高等科（4年制）を並置の上、「中通尋常高等小学校」に改称。犬走尋常小学校を統合の上、犬走分教場とする。
- 1904年（明治37年）- 椿原で中通・住吉・竹内・若木4校合同運動会を開催。
- 1908年（明治41年）- 改正小学校令により、尋常科が6年制・高等科が2～3年制となる。
- 1941年（昭和16年）
  - 4月1日 - 国民学校令の施行により、「中通国民学校」に改称。尋常科を初等科に改める。
  - この年 - 校歌を制定。相撲道場が完成。
- 1947年（昭和22年）4月1日 - 学制改革が行われる。
  - 中通国民学校の初等科は「中通村立中通小学校」へ改組・改称。
  - 中通国民学校の高等科は青年学校普通科とともに、新制中学校「中通村立中通中学校[5]」に改組。小学校に併設される。
- 1948年（昭和23年）- PTAが発足。

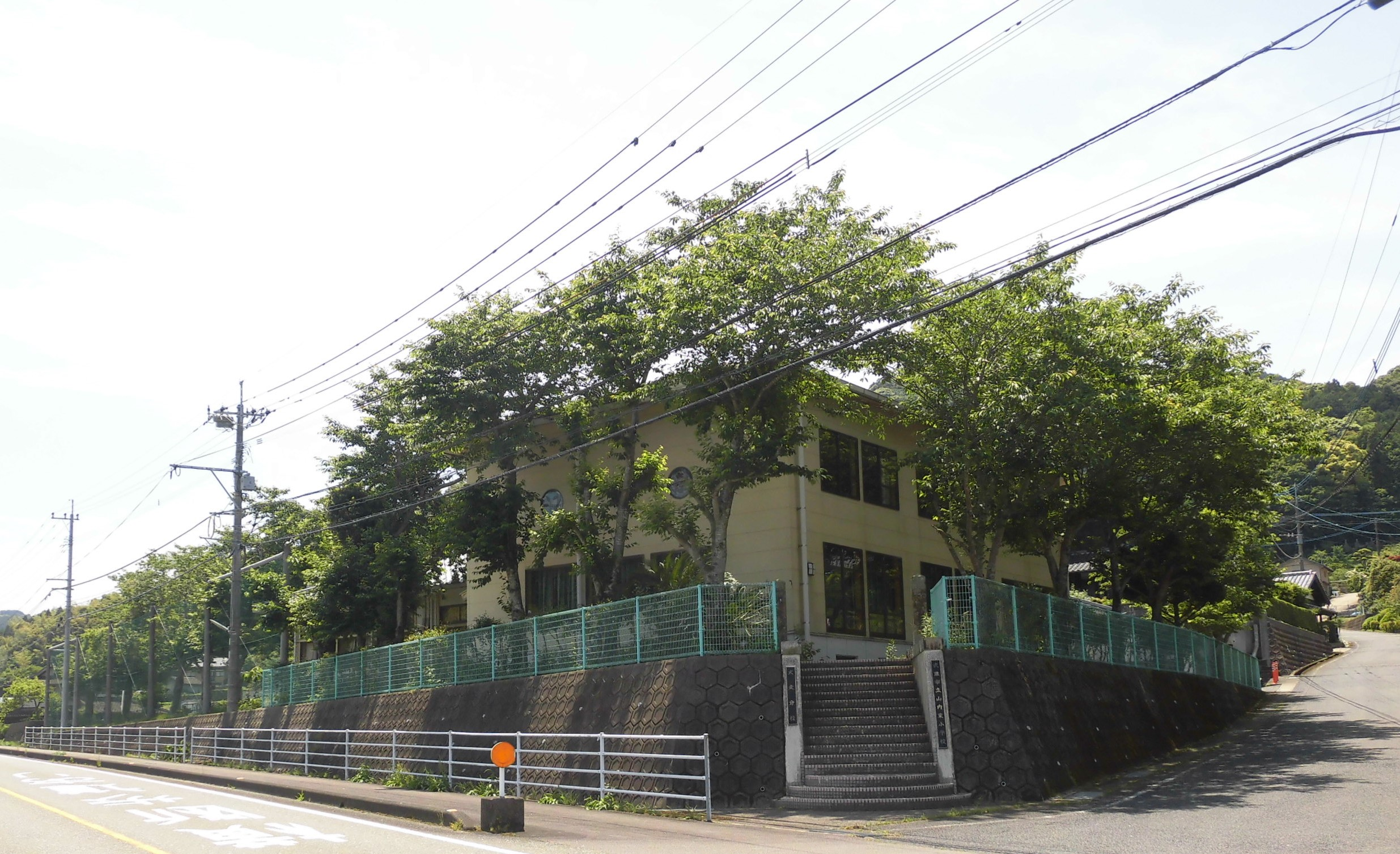
犬走分校

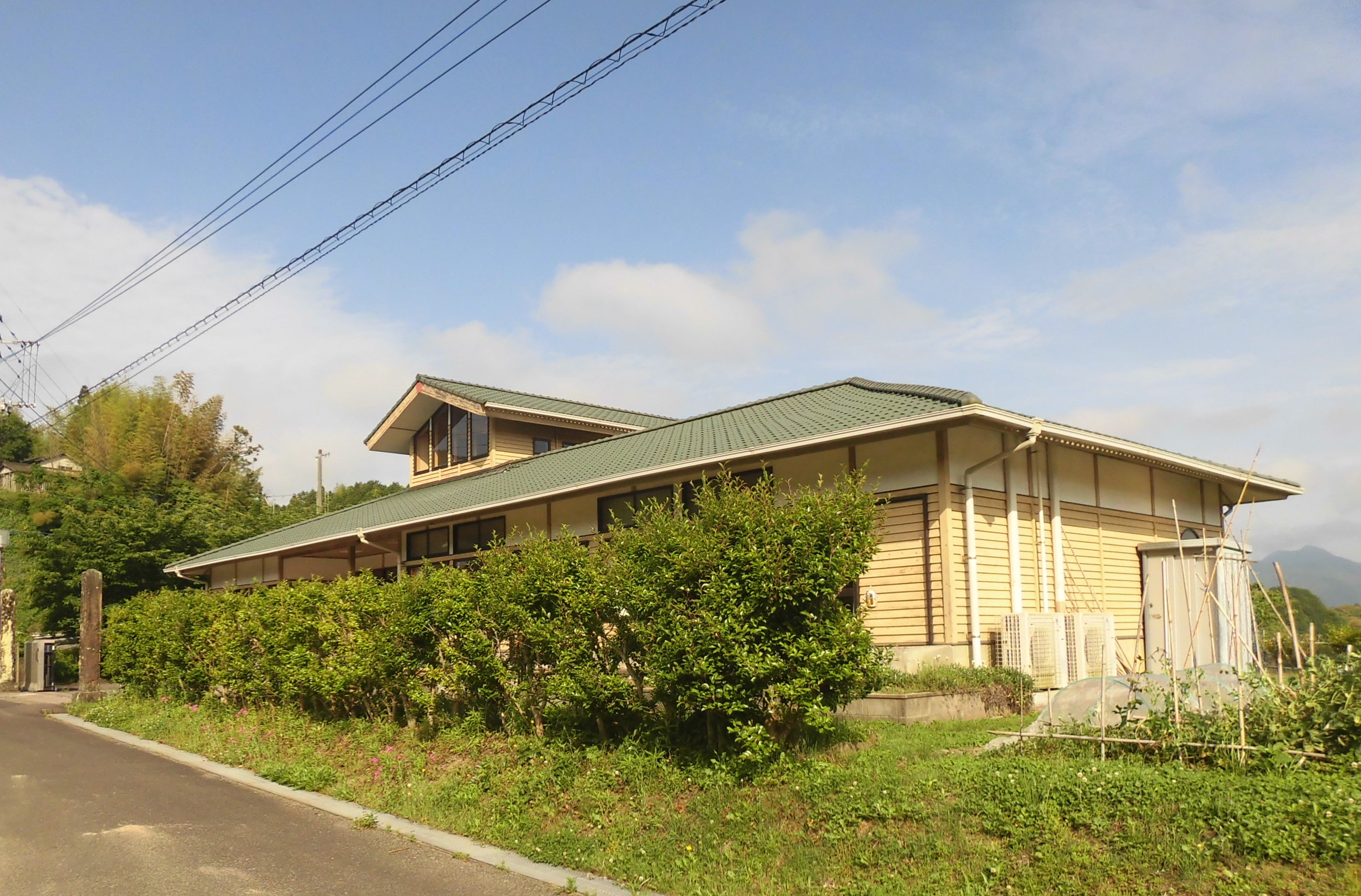
舟原分校

- 1953年（昭和28年）- 校歌歌詞の一部を改訂。
  - 1番 - 「みな孝順の子と育つ」を「平和日本の子と育つ」に改める。
  - 2番 - 「みな忠良の民となる」を「明るく直き道学ぶ」に改める。
- 1954年（昭和29年）4月1日 - 山内村の発足により、「山内村立山内東小学校」に改称。舟原分校の校舎を新築。
- 1960年（昭和35年）
  - 9月1日 - 町制施行により、「山内町立山内東小学校」に改称。牛乳給食を開始。
  - この年度 - 児童数が1,039名とピークを迎える[6]。
- 1964年（昭和39年）- 完全給食を開始。
- 1967年（昭和42年）- プールが完成。運動場を拡張。全教室にストーブを設置。
- 1970年（昭和45年）- 体育館が完成。
- 1975年（昭和50年）- 創立100周年記念式典を挙行。
- 2006年（平成18年）3月1日 - 武雄市への編入により、「武雄市立山内東小学校」（現校名）に改称。

## 交通
本校
最寄りの鉄道駅
- JR九州 佐世保線「三間坂駅」

最寄りのバス停留所
- 嬉野・三間坂線、武雄・三間坂線「山内東小学校前」停留所

最寄りの幹線道路
- 長崎県道・佐賀県道104号波佐見山内線・ 佐賀県道45号嬉野山内線「山内町岩井手」交差点
- 国道35号・佐賀県道45号嬉野山内線「小越」交差点

犬走分校
最寄りのバス停留所
- 嬉野・三間坂線「中郷」停留所

最寄りの幹線道路
- 佐賀県道45号嬉野山内線

舟原分校
最寄りの幹線道路
- 長崎県道・佐賀県道104号波佐見山内線

## 周辺
本校
- 武雄くらら園
- 武雄警察署三間坂警察官駐在所
- JAさが山内資材店舗

犬走分校
- 森蓮和公民館

舟原分校
- 舟ノ原公民館

## 参考資料
- 「山内町史 下巻」（山内町史編さん委員会、1977年（昭和52年）10月1日発行）p. 298～